# Ottimismo

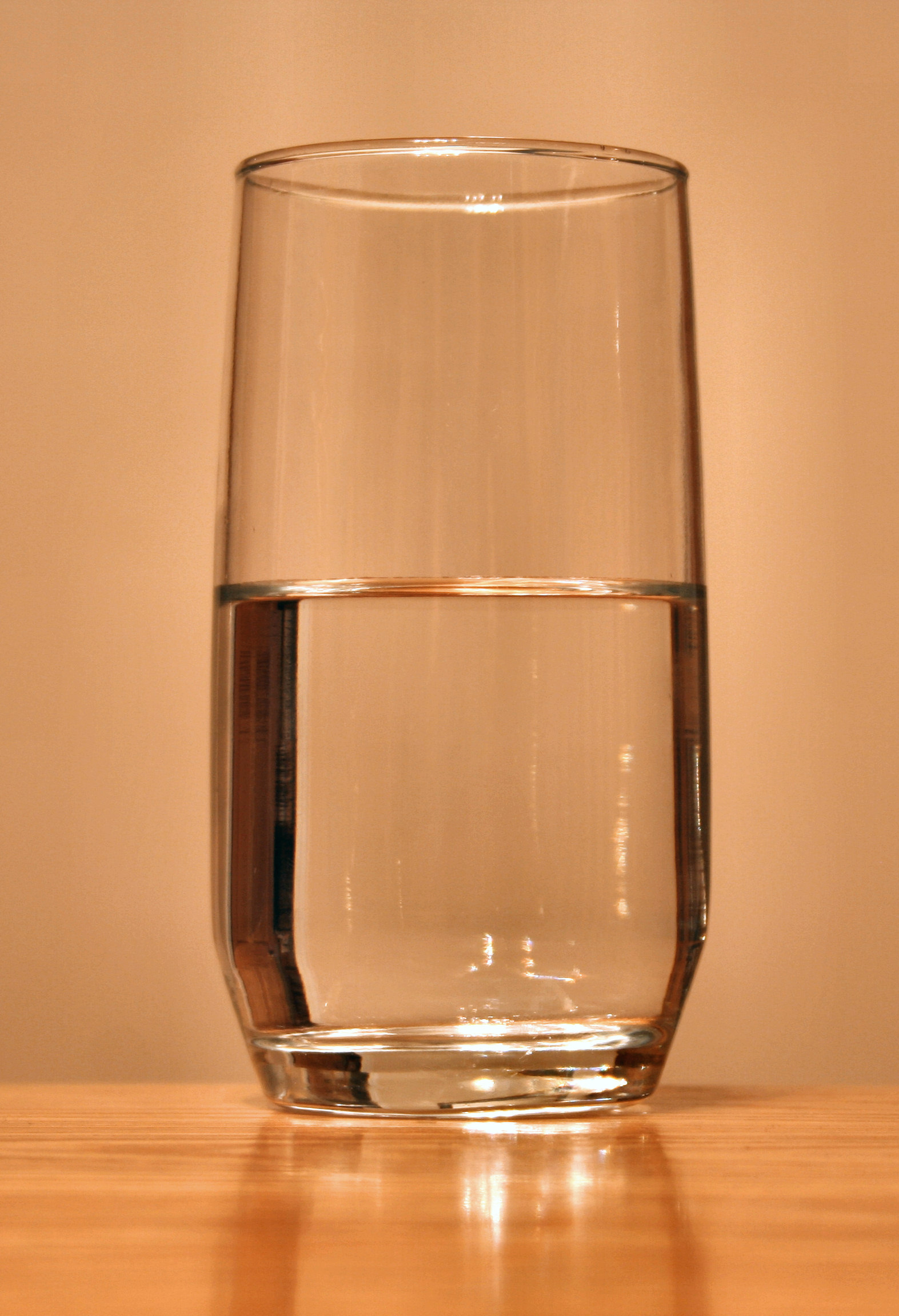
Mezzo pieno o mezzo vuoto?

L'ottimismo è un atteggiamento che si manifesta nel modo di sentire, pensare e di vivere contraddistinto dalla positività o quantomeno dal suo prevalere sulla negatività; se in questo riguarda l'esistenza e il modo di comportarsi e interagire con il prossimo e la società, nel pensiero porta a sviluppi complessi che concernono anche la filosofia.
Gli ottimisti tendono dunque a guardare "il lato positivo delle cose" e ad assumere la buona fede nelle persone. Negli ultimi tempi sta prendendo piede il modo di dire Feel Bullish, riferito ad un modo di vivere positivo, caratterizzato da atteggiamento ottimistico. L'ottimismo è il contrario del pessimismo, opposizione raffigurabile con il tipico quesito del bicchiere mezzo pieno o mezzo vuoto. Inoltre, il termine "ottimismo" venne utilizzato dal filosofo razionalista Leibniz per spiegare l'esistenza del male reso minore possibile e il bene reso maggiore possibile da Dio.

## Descrizione
Molti credono che l'ottimismo e il suo contrario il Pessimismo, siano atteggiamenti innati e quindi immodificabili; invece una delle scoperte più affascinanti della psicologia moderna è stata quella fatta dal Prof. Martin E. P. Seligman che ha ampiamente dimostrato come si possa imparare a pensare con ottimismo. Tuttavia esistono diversi tipi di ottimismo che si possono imparare.
La psicologia cognitiva definisce sindrome di Pollyanna il cosiddetto ottimismo ottuso, che è tale poiché disancorato dai dati reali e oggettivi. Spesso si confonde l'ottimismo con il cosiddetto "pensiero positivo" che per certi versi rischia di assomigliare invece all'ottimismo ottuso poiché tende a voler vedere la positività a tutti i costi anche nelle situazioni oggettivamente negative. Lo stesso Martin Seligman mette in guardia da questo rischio.
L'ottimismo ottuso o ingenuo dunque è inutile e persino pericoloso e il pessimismo invece è negativo e "triste"; qual è il modo "giusto" di vedere le cose?
L'ottimismo realistico è la sintesi virtuosa della capacità di considerare i dati reali e oggettivi ma cercando in essi la positività senza negare gli aspetti negativi della situazione attuale. L'Ottimista Realista cerca di raggiungere i suoi obiettivi anche partendo da una situazione non ancora perfetta.
Il motto delle persone che hanno ottimismo realistico non è: " tutto è positivo " bensì " la situazione è questa... ma con impegno riuscirò a sistemare le cose al meglio, imparando a fare quello che ancora non so fare! "
Nel caso del famoso "bicchiere mezzo pieno o mezzo vuoto" l'ottimista Realista non si batte per dimostrare che sia più vero l'aspetto positivo di quello negativo, poiché sono oggettivamente veri entrambi, tuttavia (supponendo che il bicchiere pieno sia preferibile) cercherà di riempirlo e sarà fiducioso di potercela fare dato che si sente già a metà dell'opera.
Secondo gli studi di Martin Seligman la differenza principale nel modo di pensare dell'ottimista rispetto al pessimista, sarebbe nello stile attributivo, ovvero nel modo in cui valuta le cose e interpreta le situazioni; in particolare quelle negative. 
Dato che gli studi sull'ottimismo appreso del prof. Seligman sono nati in realtà dai suoi studi sull'impotenza appresa, che potremmo anche definire "pessimismo appreso", cioè la tendenza alla rinuncia e all'inerzia, Seligman ha notato 3 caratteristiche distintive che ci renderebbero pessimisti:
1) la tendenza a pensare che le cose negative siano piuttosto permanenti, cioè molto durature.

2) la tendenza a generalizzare la negatività e percepirla come pervasiva di tutta la vita.

3) la tendenza a considerarsi come la causa della negatività e cioè farne una questione personale.
Seligman descrive questo stile attributivo caratterizzato dalle 3P (Permanente, Pervasivo, Personale) come la "ricetta" per il Pessimismo e, qualora si stabilizzasse, l'anticamera per la depressione.
Ricerche più recenti hanno introdotto anche una quarta dimensione che caratterizzerebbe il pessimismo:
4) la tendenza ad ingigantire la negatività e percepire i problemi come più Pesanti di quanto siano in realtà
In definitiva il massimo del pessimismo si avrebbe quando percepiamo una situazione negativa con le 4P: Permanente, Pervasivo, Personale e Pesante.
Queste considerazioni sul pessimismo sono alla base delle ricerche sull'ottimismo ed è importante distinguere ancora una volta l'ottimismo ottuso dall'ottimismo realistico. Basandosi su questo modello delle 4P possiamo notare come l'ottimista ottuso tende a percepire le situazioni negative semplicemente al contrario esatto del pessimista ovvero:
1) di breve durata cioè Estemporanee

2) limitate ad un aspetto della vita e non generiche, cioè Esclusive

3) non attribuibili alla propria responsabilità, cioè Esterne

4) di scarsa importanza cioè Esigue
Quindi l'ottimismo ottuso sarebbe caratterizzato dal percepire le situazioni negative con 4E: Estemporanee, Esclusive, Esterne, Esigue. In definitiva la parte pericolosa della formula 4E starebbe nel rischio individuato da Seligman di "de responsabilizzazione" che deriva dall'attribuire sempre a fattori esterni la causa delle situazioni negative.
Infine abbiamo l'ottimismo realistico che si distingue per la capacità di percepire le situazioni negative con una combinazione precisa di queste 4 caratteristiche, detta 3E+1P. In pratica per l'ottimista realista le situazioni negative sono:
1) Estemporanee (è convinto che tutto prima o poi cambia)

2) Esclusive (il bene o il male non sono mai ovunque)

3) Personali (si sente sempre in parte responsabile della situazione o almeno di come risponderà alla situazione)

4) Esigue (sa che forse poteva andare peggio e che comunque probabilmente ci sono problemi più gravi)

## Dicotomia ottimista pessimista
È di uso frequente, anche o soprattutto in ambiti massmediatici, la domanda "pessimista" o "ottimista". A volte si ha la sensazione che, a corto di argomentazioni più pertinenti, intriganti, interessanti ecc, ci si rifugi in una banalità, che oltretutto crea condizioni favorevoli a delle risposte sciatte, scontate e immotivate. In un contesto teologico, questi termini vengono inclusi da Nietzsche tra le parole scredidate ... abusate fino al disgusto!